# (24761) Ахау
(24761) Ахау (лат. Ahau) — околоземный астероид из группы аполлонов, который характеризуется вытянутой орбитой, из-за чего, в процессе своего движения вокруг Солнца, он пересекает орбиту не только Земли, но и Марса. Астероид был открыт 28 января 1993 года американскими астрономами Кэролин и Юджином Шумейкерами в Паломарской обсерватории и назван в честь Кинич Ахау, бога Солнца индейцев майя.

Орбита астероида Ахау и его положение в Солнечной системе
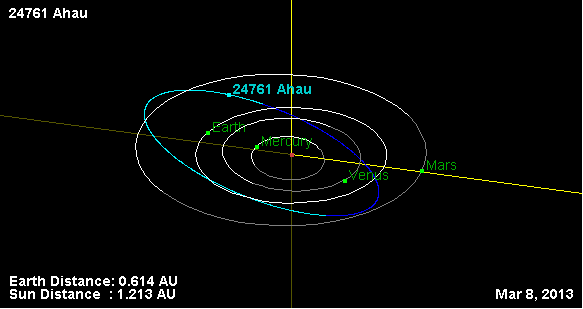
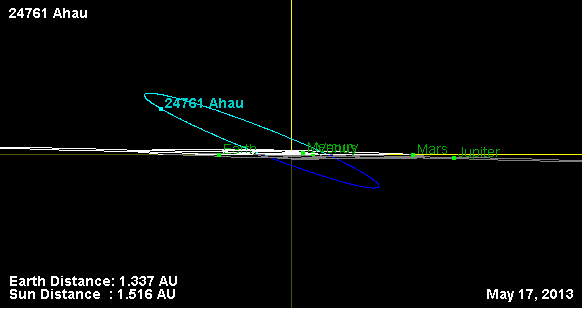
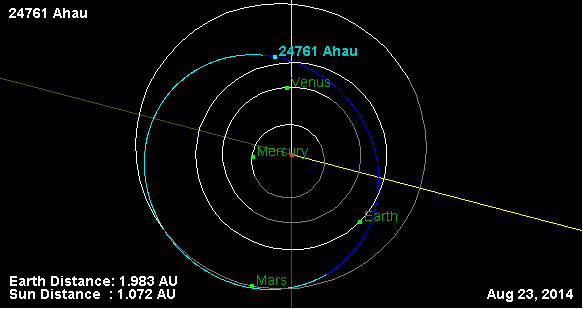